# Lola Cueto
Dolores „Lola“ Cueto (* 2. März 1897 in Azcapotzalco; † 24. Januar 1978 in Mexiko-Stadt) war eine mexikanische Kunstmalerin, Grafikerin, Puppenherstellerin und -spielerin.
Der Künstlername Lola Cueto, unter dem sie bekannt wurde,  setzt sich zusammen aus der Koseform ihres Vornamens und dem Nachnamen ihres Mannes, dem mexikanischen Maler und Bildhauer Germán Cueto. Über den eigentlichen Nachnamen treffen die Quellen unterschiedliche Aussagen.
Aus der Ehe mit Gérman gingen die gemeinsamen Töchter Ana Maria and Mireya hervor. Mireya (1922–2013) wurde ebenfalls eine bekannte Puppenspielern, Schriftstellerin und Dramaturgin.
Von 1927 bis 1932 gingen Lola und ihr Mann nach Paris, wo sie Kontakt zur dortigen Kunstszene fanden. Hier kamen sie und Gérman auch erstmals mit der Fertigung von Handpuppen und dem Puppenspiel in Berührung. Nach der Rückkehr gründeten die beiden in Mexiko eine Puppenfirma und tourten mit ihren Handpuppen durch Mexiko. 1936 trennten sich Lola und Gérman voneinander.
Lola Cueto wurde mit ihren zahlreichen Grafiken und Bildern ein renommiertes Mitglied in den mexikanischen Künstlerkreisen und stellte ihre Arbeiten mehrfach national und international aus. Sie unterrichtete an der aus der Academia de San Carlos hervorgegangenen Escuela Nacional de Artes Plásticas der Universidad Nacional Autónoma de México (UNAM). Als Designerin und Herstellerin von Handpuppen sowie als Puppenspielerin am Teatro Náhuatl machte sie sich ebenso einen Namen. Das Puppentheater entwickelte sich zur Familientradition und wird heute bereits in vierter Generation fortgeführt.